# Англо-Корсиканське королівство
Англо-Корсиканське королівство (італ. Regno Anglo-Corso; корс. Riame anglo-corsu), також офіційно відоме як Корсиканське королівство (італ. Regno di Corsica; корс. Regnu di Corsica) — залежний протекторат Королівства Великої Британії, що існував на острові Корсика з 1794 по 1796 рік під час Першої коаліційної війни.

## Історія
Під час Французької революції Корсика два десятиліття була частиною Франції. Корсиканський лідер Паскуале Паолі, який перебував у вигнанні за часів монархії, став своєрідним ідолом свободи та демократії. У 1789 році він був запрошений до Парижа Національними зборами, де його вшановували як героя перед асамблеєю. Потім його відправили назад на Корсику у званні генерал-лейтенанта.
Однак, зрештою, Паолі відійшов від революційного руху через розбіжності в питанні страти Людовика XVI. Звинувачений національним конвентом Франції у державній зраді, він скликав у 1793 році consulta (збори) в Корте, де й отримав президенство цієї ради. Врешті, було проголошено формальне відокремлення Корсики від Франції. Він шукав захисту британського уряду, який перебував у стані війни з революційною Францією, і запропонував обрати Ірландське королівство як модель автономної держави під владою британської монархії. Для Великої Британії це була можливість забезпечити собі середземноморську базу.
У 1794 році Британія відправила на Корсику флот під командуванням адмірала Семюель Гуд. На короткий час Корсика опинилася під формальним правлінням короля Георга III.
Конституція була демократичною, з віцекоролем (Сер Гілберт Елліот), який представляв короля, виборним однопалатним парламентом і радою, яка слугувала виконавчим органом королівства, з Карло Андреа Поццо ді Борго як генеральним прокурором синдикату (головою цивільного уряду), а пізніше президентом Державної ради. Католицизм був встановлений як державна релігія.
Однак відносини між урядом Паолі та британцями ніколи не були чітко визначені, що призводило до численних проблем і конфліктів повноважень. Зокрема, напруженість виникала через конфлікт між лояльністю сера Гілберта до британської монархії та республіканськими нахилами Паолі і його прагненням відстояти корсиканську автономію. Існував також чіткий поділ між Корте, традиційною столицею і внутрішньою твердинею, та Бастією на узбережжі, куди сер Гілберт переніс столицю на початку 1795 року і яка представляла центр французьких і корсиканських роялістів.
Коли Іспанія вийшла з антифранцузької коаліції за Базельським миром 1795 року, британці вважали свою позицію в Середземномор'ї хиткою і до жовтня вивели свої війська з острова. Британський уряд зажадав відставки Паолі. Не маючи іншого виходу, він був змушений супроводжувати британців під час їхнього відходу з острова. 19 жовтня 1796 року французи захопили Бастію, і Корсика стала французьким департаментом.